# Петра Гронского (скала)
Скалы Петра Гронского (Петрогром, Гроны) — гора и скалы на её вершине на Урале, в городском округе Верхняя Пышма Свердловской области России, в окрестностях Екатеринбурга, возле посёлка Исеть. Геоморфологический, геологический, археологический и ботанический памятник природы, одно из популярнейших мест отдыха и туризма области.

## Описание
Скалы Петрогром находятся на вершине покрытой лесом одноимённой горы высотой 370 м. К северу гора вертикально обрывается, а с юга склоны более пологие, по ним можно подняться к скалам. Скальные образования состоят из нескольких выходящих из земли массивных глыбовых вершин-останцов, вытянутых гребнем по вершине горы с востока на запад. Высота скал достигает 16 метров. Скалы сложены из прямоугольных налегающих друг на друга округлых матрацевидных гранитных плит со множеством горизонтальных складок и местами с прорезающими их вертикальными трещинами, образующими сквозные щели. Скалы были образованы древним вулканом. Возраст гранита в скалах около 300 миллионов лет. За время своего существования скалы подвергались сильному разрушению, из-за чего образовались вертикальные столбы причудливой формы. С вершины скал открывается вид на окрестные леса и горы.
Археолог Е. М. Берс писала так об этих скалах: «Причудливы очертания некоторых массивов. Первые с востока скалы напоминают двух высеченных из гранита великанов в шапках, а часть скалы № 6 кажется искусственно выточенной головой сфинкса. Но „скульптуры“ эти созданы самой природой, а не руками человека».

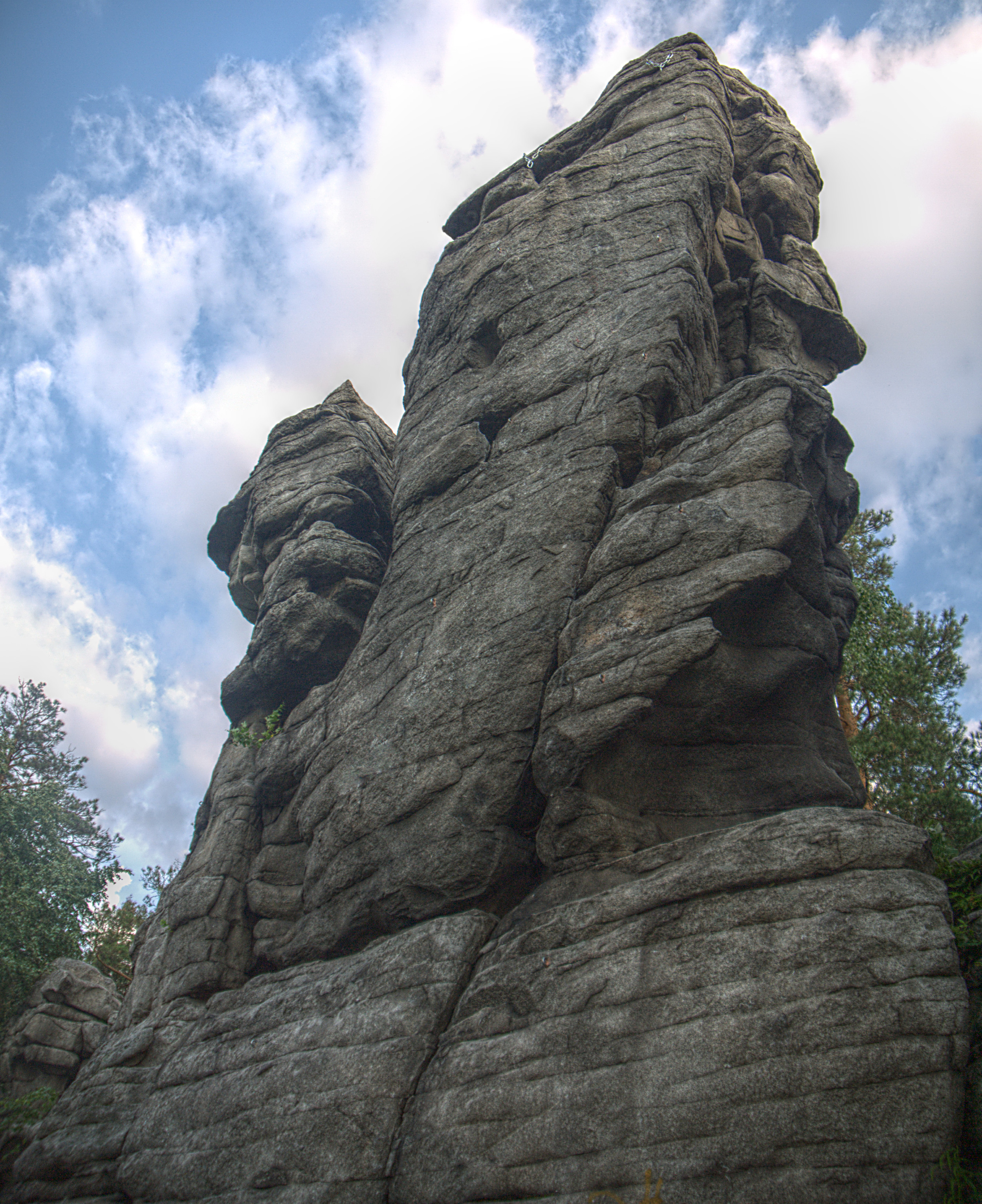
Одна из скал

## Археологические находки
В 1957 году Е. М. Берс провела здесь археологические раскопки, в результате которых на вершинах скал Петрогром археологами были обнаружены остатки 18 плавильных горнов и печей для литья меди и варки железа, большое количество мелких сожжённых костей и шлаки. Сложенные из каменных глыб печи достигали 1,5 м в высоту и находились в расщелинах гор. Медная и железная руды скорее всего поставлялись с Согринского рудника и подвергались плавке. В качестве флюса к руде добавляли мелко раздробленные кости животных и каменный уголь. Далее расплавленный металл разливался в формы. Изготовленные здесь наконечники стрел, украшения и другие изделия металлурги продавали за пределы Урала. Остатки плавильных печей не имеют аналогов того времени в Восточной Европе. Реконструкцию плавильного горна с Петрогрома можно увидеть в Свердловском областном краеведческом музее.
Исетский краевед О. Ю. Щетинин считал, что руду брали с Согринского рудника. В своей книге «Каменные останцы Верх-Исетского гранитного массива» он писал: «По имеющимся на сегодняшний день данным, руда привозилась на гору Петрогром с известного с глубокой древности Согринского рудника, расположенного в верховьях речек Медянки и Согры (в их междуречьях), и богатого как медными, так и железными рудами. От горы Петрогром до Согринского рудника по прямой всего 9 км. Такое расстояние при наличии конной тяги можно преодолеть без особого труда».

## Название
На картах они названы по имени исетского революционера — скалами Петра Гронского. В советское время считалось, что здесь проводили собрания и прятали оружие революционно настроенные рабочие во главе с Петром Гронским. Однако в последние годы краеведы выяснили, что живший в посёлке Исеть Пётр Гронский был ещё мал и не мог участвовать в революционных событиях. Поэтому многие учёные (в том числе и упомянутая выше Е. М. Берс) и простые жители сейчас называют гору Петрогромом (в честь Петра-Громовержца). Местные жители говорят, что сюда часто бьют молнии. Туристы также часто называют скалы просто Гроны.

## Кино
Скала Петрогром стала одним из объектов, про которые снимался документальный фильм «Щелпы — другая цивилизация» 2011 года, снятый телекомпанией «НТВ».